# Jacupiranga
Jacupiranga is een gemeente in de Braziliaanse deelstaat São Paulo. De gemeente telt 16.322 inwoners (schatting 2009).

## Aangrenzende gemeenten
De gemeente grenst aan Barra do Turvo, Cajati, Cananéia, Eldorado, Pariquera-Açu en Registro.